# 8649 Джуґланс
8649 Джуґланс (8649 Juglans) — астероїд головного поясу, відкритий 26 вересня 1989 року.
Тіссеранів параметр щодо Юпітера — 3,646.